# Lista de shopping centers no Rio Grande do Norte

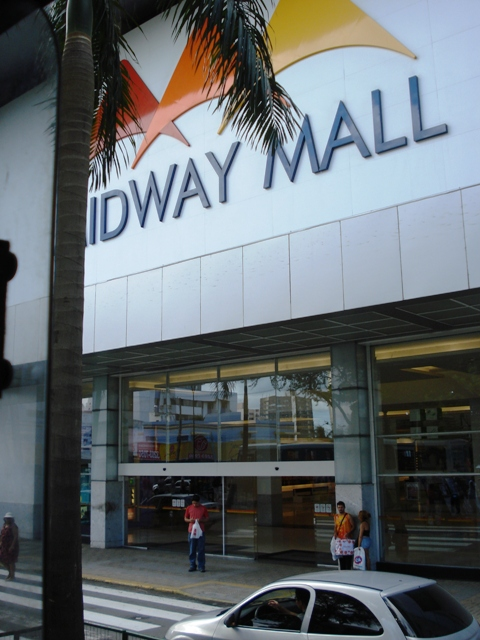
Midway Mall é o principal centro de compras de Natal e do Rio Grande do Norte.

Esta é uma lista de centros comerciais no estado brasileiro do Rio Grande do Norte.

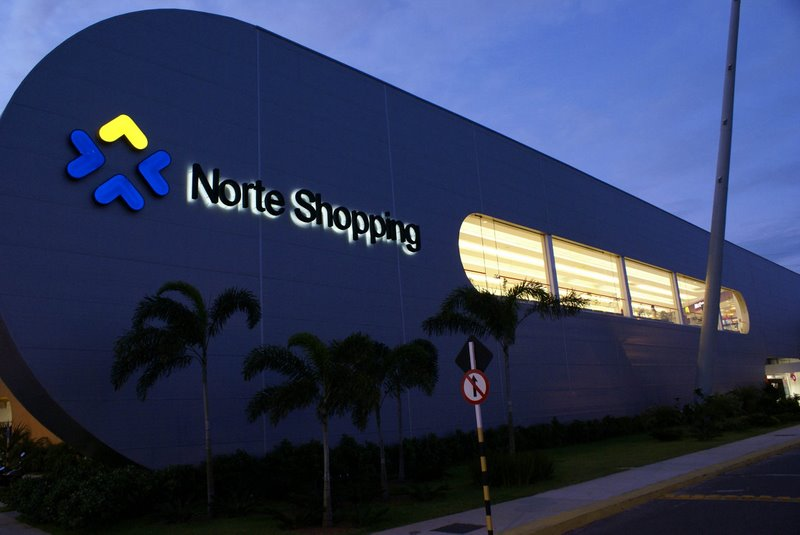
Partage Norte Shopping Natal é o principal centro de compras da Zona Norte de Natal.

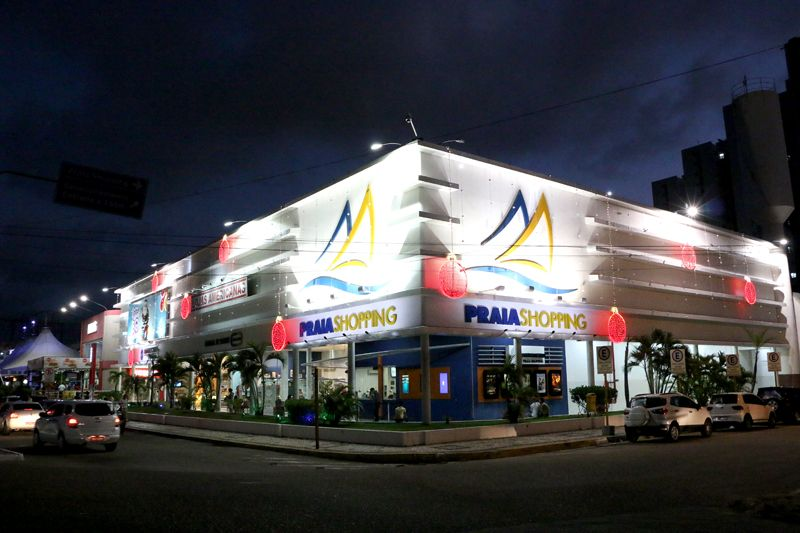
Praia Shopping é o maior centro de compras de Ponta Negra.

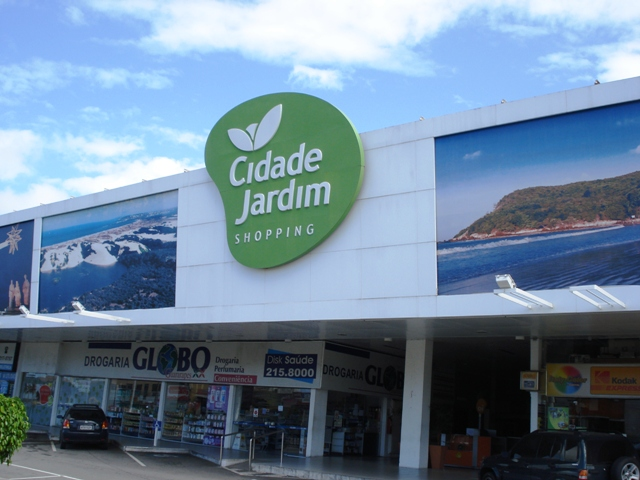
Shopping Cidade Jardim em Natal RN.

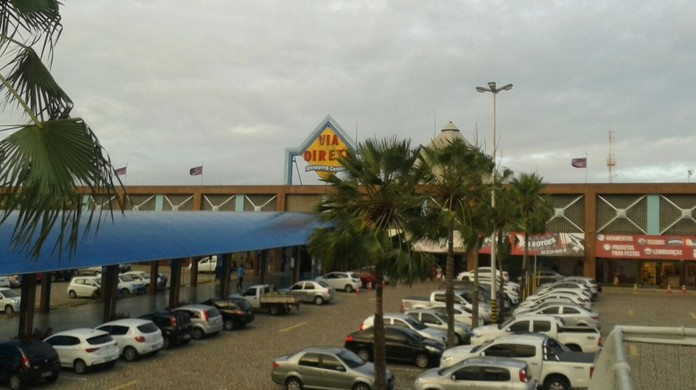
Shopping Via Direta em Natal RN.

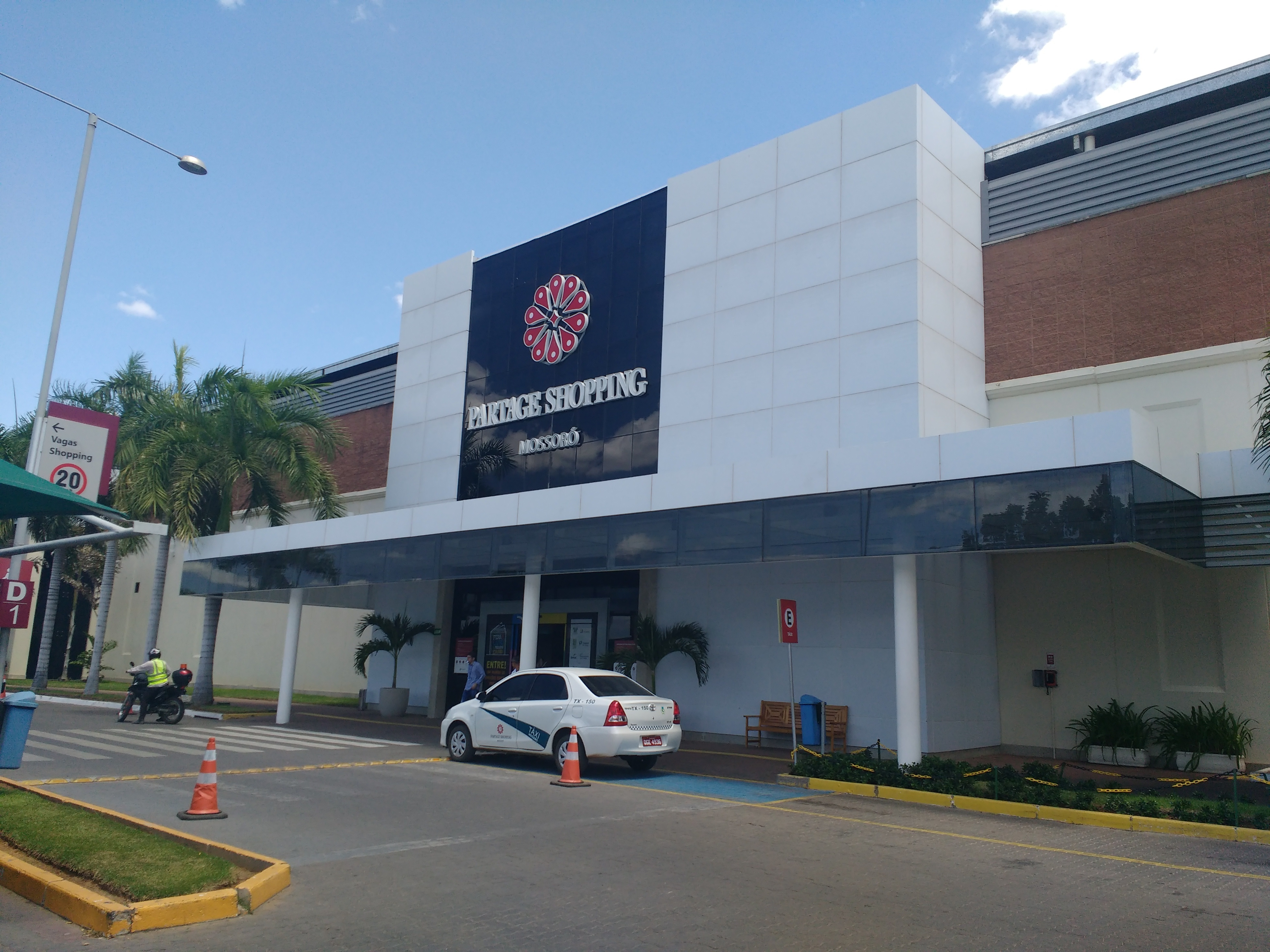
Partage Shopping Mossoró é o principal centro de compras de Mossoró e do interior do Rio Grande do Norte.

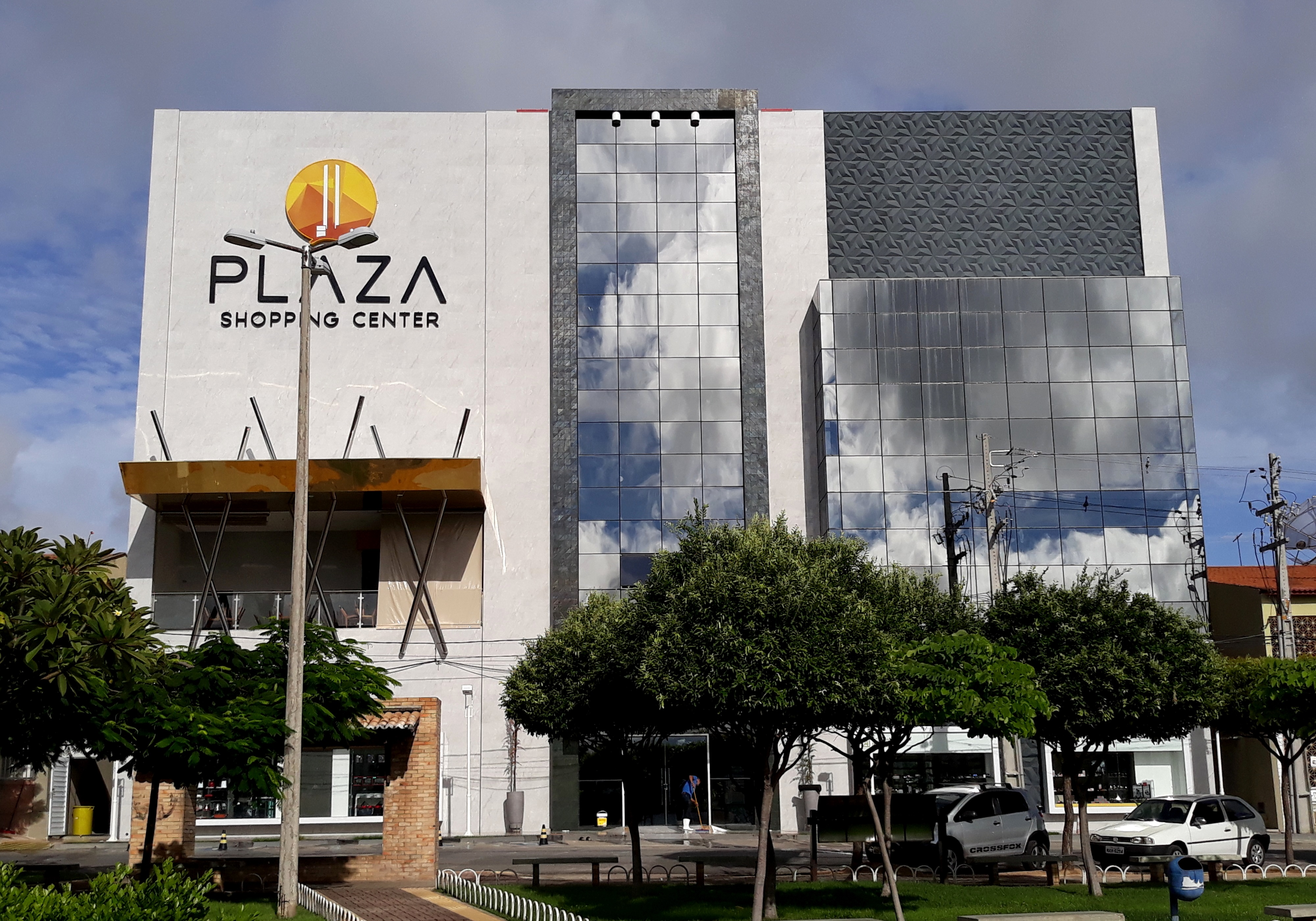
Plaza Shopping Center é o principal centro de compras de Pau dos Ferros e do Alto Oeste Potiguar.

## Natal
A capital potiguar dispõe atualmente de seis shopping centers e diversas galerias comerciais.

### Shopping centers
| Shopping center              | Lojas | Cinemas             | Lojas Âncoras | Estacionamento | Localização            |
| ---------------------------- | ----- | ------------------- | --- | -------------- | ---------------------- |
| Midway Mall                  | 284   | 7 salas (Cinemark)  | Hipermercado Extra, Lojas Riachuelo, C&A, Lojas Americanas, Lojas Renner, Lojas Marisa, Livraria Saraiva, Zara, Centauro, Lojas Insinuante, Etna, Ri Happy, Le Biscuit, Casas Bahia, McDonald's, Subway e Cinemark | 3660 vagas     | Tirol (Zona Leste)     |
| Natal Shopping               | 170   | 8 salas (Cinépolis) | C&A, Lojas Americanas, Renner, Centauro, Cinépolis, Livraria Saraiva, McDonald's, Subway | 1160 vagas     | Candelária (Zona Sul)  |
| Partage Norte Shopping Natal | 137   | 6 salas (Cinépolis) | Carrefour, Lojas Insinuante, Lojas Marisa, Cinépolis, C&A, Subway e McDonald's | 577 vagas      | Potengi (Zona Norte)   |
| Praia Shopping               | 108   | 7 salas (Moviecom)  | Lojas Americanas, McDonald's (sorvetes), Subway, e Moviecom | 498 vagas      | Ponta Negra (Zona Sul) |
| Shopping Cidade Jardim       | 88    | Não possui          | Americanas Express, Subway | 315 vagas      | Capim Macio (Zona Sul) |
| Shopping Via Direta          | 125   | Não possui          | Lojas Insinuante, Fisk, Unimed | 604 vagas      | Mirassol (Zona Sul)    |

### Outros centros comerciais
| Centro comercial                        | Informações                                                     |
| --------------------------------------- | --------------------------------------------------------------- |
| Rodoviária de Natal                     | Lotérica, O Boticário, Cacau Show, Bob's, Café Santa Clara etc. |
| SeaWay Shopping                         | Banco Itaú (Personalité), Pizza Hut, Smart Fit.                 |
| Portugal Center                         | Subway, Sicoob.                                                 |
| Lagoa Center                            |                                                                 |
| Shopping Estação Natal                  | Lojas Americanas, Unp e Central do Cidadão                      |
| Shopping 10                             | Cacau Show, Sorvete MC Donald's, O Boticário, Claro.            |
| Alamanda Mall                           |                                                                 |
| CCAB Norte - Petrópolis                 |                                                                 |
| CCAB Sul - Cidade Jardim                |                                                                 |
| Shopping Natal Sul                      |                                                                 |
| Top Center Ponta Negra                  |                                                                 |
| Dunnas Shopping                         |                                                                 |
| Espaço América                          |                                                                 |
| Center Onze                             |                                                                 |
| Centro de Artesanato Praia dos Artistas | Centro de Artesanato                                            |
| Vilarte Ponta Negra                     | Centro de Artesanato                                            |
| Shopping do Artesanato Potiguar         | Centro de Artesanato                                            |

## Mossoró
A capital do Oeste dispõe atualmente de um shopping center e diversas galerias comerciais.

### Shoppings centers
| Shopping center          | Lojas | Cinemas             | Lojas Âncoras                                                                     | Estacionamento | Localização               |
| ------------------------ | ----- | ------------------- | --------------------------------------------------------------------------------- | -------------- | ------------------------- |
| Partage Shopping Mossoró | 96    | 5 salas (Multicine) | Lojas Americanas, Lojas Marisa, Lojas Riachuelo, Le Biscuit e Jacaúna Decorações. | 1245 vagas     | Nova Betânia (Zona Oeste) |

### Outros centros comerciais
| Centro comercial   | Informações |
| ------------------ | ----------- |
| Boulevard          |             |
| Caiçara            |             |
| Shopping Oásis     |             |
| Park Center        |             |
| Liberdade Shopping |             |
| Ondina             |             |

## Pau dos Ferros
A capital do Alto Oeste dispõe atualmente de um Shopping Center.

### Shoppings Centers
| Shopping Center       | Lojas | Cinemas    | Estacionamento | Localização              |
| --------------------- | ----- | ---------- | -------------- | ------------------------ |
| Plaza Shopping Center | 51    | Não Possui | Não Possui     | Centro de Pau dos Ferros |

## Futurosshopping centers
| Shopping center          | Lojas | Cinemas | Localização |
| ------------------------ | ----- | ------- | ----------- |
| Praça das Dunas Shopping | 208   | 8 salas | Parnamirim  |
| ForAll Mall              | 70    | 0       | Parnamirim  |
| Caicó Norte Shopping     | 60    | 3 salas | Caicó       |
| Palácio do Sal Shopping  | 200   | 4 salas | Mossoró     |
| Outlet 25                | 280   |         | Natal       |